# Culex commevynensis
Culex commevynensis är en tvåvingeart som beskrevs av Bonne-wepster och Cornelis Bonne 1919. Culex commevynensis ingår i släktet Culex och familjen stickmyggor. Inga underarter finns listade i Catalogue of Life.